# Ostrowo (Ermland-Mazurië)
Ostroow (Duits: Ostrowen; 1938-1945: Mühlhof) is een plaats in het Poolse woiwodschap Ermland-Mazurië, in het district Gołdapski. De plaats maakt deel uit van de gemeente Dubeninki.